# Río Scarpe
El río Scarpe es un río del noroeste de Francia, un afluente por la izquierda del río Escalda. Nace en Berles-Monchel (Paso de Calais) y desemboca en el Escalda cerca de la frontera belga en Mortagne-du-Nord (Norte, Francia), tras recorrer 112 km. Su cuenca abarca 1.322 km².
Durante dos tercios de su curso corre canalizado. Se trata de un río navegable; de hecho su curso original no era el actual y fue desviado en la Edad Media para conseguir la navegabilidad de su curso bajo.
Las ciudades más importantes de su curso son Arrás y Douai.